# Silvia Alonso
Silvia Alonso Cruz, née à Salamanque le 28 décembre 1989, est une actrice espagnole connue pour sa participation dans les séries Tierra de lobos, Amar es para siempre, Sin identidad, et Tiempos de guerra.

## Biographie
Formée aux écoles d'art dramatique Arte 4 et Metrópolis, elle a également suivi des cours d'art dramatique à la caméra et de danse orientale.
En 2010, elle est devenue célèbre grâce à son rôle d'Almudena Lobo dans la série Tierra de lobos de Telecinco, dont la première saison a eu lieu le 29 septembre 2010. En raison de ses bonnes audiences, la série a été renouvelée pour une troisième saison, et Silvia Alonso a joué dans toutes les saisons,.
En 2013, elle rejoint le tournage de la deuxième saison de la série quotidienne d'Antena 3, Amar es para siempre. Silvia Alonso incarne Alejandra Torrijos, une jeune chercheuse qui s'engage dans une relation avec Luis Ardanza (Jordi Rebellón), son professeur. Tous deux ont quitté la série après la fin de la deuxième saison.
En 2014, elle fait sa première incursion au cinéma en apparaissant dans le film Musarañas aux côtés de Macarena Gómez et Nadia de Santiago. Cette même année, elle rejoint le casting récurrent de la série comique de Telecinco, La que se avecina, où elle incarne Patricia, l'assistante sociale qui aide Amador (Pablo Chiapella) et Maite (Eva Isanta).
En avril 2015, elle a rejoint la deuxième saison de la série Sin identidad d'Antena 3. Elle y a joué le rôle d'Helena López jusqu'à la fin de la série. Cette année-là également, elle a participé en tant que personnage invité à la série télévisée Velvet d'Antena 3, dans le rôle de Michelle.
En février 2016, la série Buscando el norte est diffusée pour la première fois sur Antena 3. Silvia Alonso y incarne Adela, une jeune femme espagnole vivant à Berlin qui rencontre Carol (Belén Cuesta), une autre émigrée espagnole qui lui fait commencer à douter de son mode de vie. En outre, cette année-là, elle a également présenté La corona partida, un film qui fait le lien entre les séries Isabel et Carlos, Rey Emperador, toutes deux diffusées sur Televisión Española. Dans ce film, elle joue le rôle de Germaine de Foix, la seconde épouse de Ferdinand II d'Aragon après la mort d'Isabelle la Catholique.
En 2017, elle a publié les films Es por tu bien, de Carlos Therón, et Señor, dame paciencia, d'Álvaro Díaz Lorenzo,. En 2017, elle a également participé à la série Tiempos de guerra d'Antena 3.
En avril 2018, elle a présenté en avant-première le film Hacerse mayor y otros problemas réalisé par Clara Martínez-Lázaro. En juin 2018, il a été annoncé qu'elle ferait partie de la nouvelle série, avec Mario Casas, Instinto, un thriller érotique sorti par Movistar+ début 2019. Un an plus tard, elle joue dans la comédie romantique Jusqu'à ce que le mariage nous sépare de Dani de la Orden, aux côtés de Álex García et Belén Cuesta, et dans le film La liste des désirs, aux côtés de Victoria Abril et María León.
En 2021, elle joue dans le film Solo una vez, toujours aux côtés d'Álex García, et dans le long métrage d'horreur réalisé par Álex de la Iglesia, Veneciafrenia. En outre, le tournage de la série Fuerza de paz, pour Televisión Española, dans laquelle elle est la protagoniste principale, jouant Paula Elgueta, a été annoncé.

## Filmographie

### Cinema
| Année | Titre                                 | Personnage            | Réalisateur                    |
| ----- | ------------------------------------- | --------------------- | ------------------------------ |
| 2011  | Amigos...                             | Carolina              | Marcos Cabotá et Borja Manso   |
| 2014  | Musarañas                             | Sobrina de Doña Puri  | Juanfer Andrés et Esteban Roel |
| 2016  | La Corona Partida                     | Germaine deFoix       | Jordi Frades                   |
| 2016  | Estirpe                               | María Velasco         | Adrían López                   |
| 2017  | Es por tu bien                        | Valentina             | Carlos Therón                  |
| 2017  | Señor, dame paciencia                 | Alicia Zaldívar Ramos | Álvaro Díaz Lorenzo            |
| 2018  | Hacerse mayor y otros problemas       | Emma                  | Clara Martínez-Lázaro          |
| 2018  | Durante la tormenta                   | Mónica                | Oriol Paulo                    |
| 2019  | Perdiendo el este                     | Raquel                | Paco Caballero                 |
| 2020  | Jusqu'à ce que le mariage nous sépare | Alexia                | Dani de la Orden               |
| 2020  | La liste des désirs                   | Mar                   | Álvaro Díaz Lorenzo            |
| 2021  | Solo una vez                          | Eva                   | Guillermo Ríos                 |
| 2022  | Veneciafrenia                         | Susana                | Álex de la Iglesia             |

### Télévision
| Année            | Titre                | Personnage                | Chaîne         | Notes       |
| ---------------- | -------------------- | ------------------------- | -------------- | ----------- |
| 2010-2014        | Tierra de lobos      | Almudena Lobo             | Telecinco      | 41 épisodes |
| 2013             | Amar es para siempre | Alejandra Torrijos Martín | Antena 3       | 59 épisodes |
| 2014-2015        | La que se avecina    | Patricia                  | Telecinco      | 10 épisodes |
| 2015             | Sin identidad        | Helena López Prats        | Antena 3       | 12 épisodes |
| 2015             | Velvet               | Michelle                  | Antena 3       | 2 épisodes  |
| 2016             | Buscando el norte    | Adela Llamazares Nieto    | Antena 3       | 8 épisodes  |
| 2017             | Tiempos de guerra    | Susana Márquez de la maza | Antena 3       | 13 épisodes |
| 2019             | Instinto             | Eva Vergara               | Movistar Plus+ | 8 épisodes  |
| 2022-aujourd'hui | Fuerza de paz        | Paula Elgueta             | La 1           | 8 épisodes  |

### Courts métrages
- Antidote, avec l'Université complutense de Madrid (2008)
- Hakushi, réalisé par Guy Khandjian (2008)
- Divina comedia, réalisé par Sebastián Cardemil (2009)
- Siempre tarde, réalisé par Fermín Pérez (2009)
- Una de almejas, réalisé par José Pena Millor (2009)
- La trampa, réalisé par Javier Oyarzo (2009)
- Yo nunca, réalisé par Ana Belén Domínguez Nevado (2009)
- Tópicos, réalisé par Javier Oyarzo (2009)
- Zona muerta, réalisé par Javier Oyarzo. Moyen métrage (2009)
- Mentiras, réalisé par Ana De Nevado (2011)
- Contouring, réalisé par Inés de León (2015)
- Como yo te amo, réalisé par Fernando García-Ruiz Rubio (2016)
- Hormigueddon, réalisé par Pablo Motos et Jorge Salvador (2020)

## Théâtre
- Mucho ruido y pocas nueces, réalisé par Juan López Tagle (2013)
- Sexo 10.0, réalisé par Chos Corzo (2014)
- Futuro 10.0, réalisé par Chos Corzo (2015)

## Clips vidéos
- Cada libre, de Zahara (2016)